# Prix littéraires 1980
Liste des prix littéraires décernés au cours de l'année 1980 :

## Prix internationaux
- Prix Nobel de littérature : Czesław Miłosz  Pologne /  États-Unis (récompensé avec ses deux nationalités[1], écrit en polonais et en anglais)[2]
- Grand prix de littérature du Conseil nordique : Sara Lidman ( Suède) pour Vredens barn[3]
- Grand prix littéraire d'Afrique noire : Aminata Sow Fall ( Sénégal) pour La Grève des bàttu[4]
- Prix des Mascareignes : Marie-Thérèse Humbert (Maurice) pour À l'autre bout de moi
- Neustadt International Prize for Literature : Josef Škvorecký (Tchécoslovaquie)

## Belgique
- Prix Victor-Rossel : Jacques Crickillon pour Supra-Coronada[5]

## Allemagne
- prix Heinrich-Böll : Hans Mayer[6]
- Prix Georg-Büchner :  Christa Wolf[7]

## Canada
- Grand prix du livre de Montréal : Roch Carrier pour Les Enfants du bonhomme dans la lune
- Prix Athanase-David : Gérard Bessette
- Prix du Gouverneur général :
  - Catégorie « Romans et nouvelles de langue anglaise » : George Bowering pour Burning Waters
  - Catégorie « Romans et nouvelles de langue française » : Pierre Turgeon pour La Première personne
  - Catégorie « Poésie ou théâtre de langue anglaise » : Stephen Scobie pour McAlmon's Chinese Opera
  - Catégorie « Poésie ou théâtre de langue française » : Michel Van Schendel pour De l'œil et de l'écoute
  - Catégorie « Études et essais de langue anglaise » : Jeffrey Simpson pour Discipline of Power: The Conservative Interlude and the Liberal Restoration
  - Catégorie « Études et essais de langue française » : Maurice Champagne-Gilbert pour La Famille et l'homme à délivrer du pouvoir
- Prix Jean-Hamelin : Jean-Aubert Loranger pour Contes
- Prix Robert-Cliche : Madeleine Monette pour Le Double Suspect

## Chili
- Prix national de Littérature : Roque Esteban Scarpa (es) (1914-1995)

## Corée du Sud
- Prix de l'Association des poètes coréens : Chyung Jinkyu
- Prix Dong-in : Jeon Sang-guk pour Nos ailes
- Prix de littérature contemporaine (Hyundae Munhak) :
  - Catégorie « Poésie » : Lim Seong-suk pour 소금장수 이야기
  - Catégorie « Roman » : Yoo Jae-yong pour 「두고 온 사람」「호도나무골 傳說」
  - Catégorie « Drame » : Lee Jaehyeon pour 희곡집『李仲燮
  - Catégorie « Critique » : Jeong Chang-beom pour 朴木月의 시적변용
- Prix Woltan : Yun Jaeg-eun pour 한국시문학비평
- Prix Yi Sang : Yoo Jae-yong pour Sanctuaire

## Danemark
- Prix Hans Christian Andersen : Bohumil Říha (Tchécoslovaquie)[8]

## Espagne
- Prix Cervantes : Juan Carlos Onetti
- Prix Nadal : Juan Ramón Zaragoza (es), pour Concerto grosso
- Prix Planeta : Antonio Larreta, pour Volavérunt
- Prix national de Narration : Alonso Zamora Vicente, pour Mesa, sobremesa
- Prix national de Poésie : Carlos Sahagún (es), pour Primer y último oficio
- Prix national d'Essai : Andrés Amorós (es), pour Introducción a la literatura
- Prix national de Littérature infantile et juvénile : Juan Farias (es), pour Algunos niños, tres perros y más cosas
- Prix Adonáis de Poésie : Blanca Andreu, pour De una niña de provincias que vino a vivir en un Chagall
- Prix Anagrama : Pere Gimferrer, pour Lecturas de Octavio Paz
- Prix de la nouvelle courte Casino Mieres : Eduardo Méndez Riestra, pour Viage de los Cavalleros sin Rostro
- Prix d'honneur des lettres catalanes : Mercè Rodoreda i Gurguí (écrivain)
- Journée des lettres galiciennes : Afonso X
- Prix de la critique Serra d'Or :
  - Emili Teixidor i Viladecàs, pour Sic trànsit Glòria Swanson, contes.
  - Feliu Formosa i Torres (ca), pour El present vulnerable', roman.
  - Josep Vicenç Foix, pour Obres completes, Volum II, œuvre complète.
  - Segimon Serrallonga i Morer (ca), pour Poemes 1950-1975, recueil de poésie.
  - Josep Pla, pour Notes de capvesprol, prose.
  - Marià Manent i Cisa (ca), pour la traduction du recueil de poésie Poemes, d'Emily Dickinson.

## États-Unis
- National Book Award : 
  - Catégorie « Fiction » : William Styron pour Sophie's Choice (Le Choix de Sophie)
  - Catégorie « Essais - Autobiographie » : Lauren Bacall pour Lauren Bacall by Myself (Par moi-même)
  - Catégorie « Essais - Biographie » : Edmund Morris pour The Rise of Theodore Roosevelt
  - Catégorie « Essais - Histoire » : Henry Kissinger pour The White House Years (À la Maison-Blanche, 1968-1973)
  - Catégorie « Essais - Ouvrages généraux » : Tom Wolfe pour The Right Stuff (L'Étoffe des héros)
  - Catégorie « Essais - Questions d'actualité » : Julia Child pour Julia Child and More Company
  - Catégorie « Essais - Religion et Inspiration » : Elaine Pagels pour The Gnostic Gospels (Les Évangiles secrets)
  - Catégorie « Essais - Sciences » : Douglas Hofstadter pour Gödel, Escher, Bach: An Eternal Golden Braid (Gödel, Escher, Bach : Les Brins d'une Guirlande Éternelle)
  - Catégorie « Poésie » : Philip Levine pour Ashes: Poems New and Old
- Prix Hugo :
  - Prix Hugo du meilleur roman : Les Fontaines du paradis (The Fountains of Paradise) par Arthur C. Clarke
  - Prix Hugo du meilleur roman court : Enemy Mine par Barry B. Longyear
  - Prix Hugo de la meilleure nouvelle longue : Les Rois des sables (Sandkings) par George R. R. Martin
  - Prix Hugo de la meilleure nouvelle courte : Par la croix et le dragon (The Way of Cross and Dragon) par George R. R. Martin
- Prix Locus :
  - Prix Locus du meilleur roman de science-fiction : Titan (Titan) par John Varley
  - Prix Locus du meilleur roman de fantasy : Harpist in the Wind par Patricia A. McKillip
  - Prix Locus du meilleur roman court : Enemy Mine par Barry B. Longyear
  - Prix Locus de la meilleure nouvelle longue : Les Rois des sables (Sandkings) par George R. R. Martin
  - Prix Locus de la meilleure nouvelle courte : Par la croix et le dragon (The Way of Cross and Dragon) par George R. R. Martin
  - Prix Locus du meilleur recueil de nouvelles : Convergent Series par Larry Niven
- Prix Nebula :
  - Prix Nebula du meilleur roman : Un paysage du temps (Timescape) par Gregory Benford
  - Prix Nebula du meilleur roman court : The Unicorn Tapestry par Suzy McKee Charnas
  - Prix Nebula de la meilleure nouvelle longue : Les Vilains Poulets (The Ugly Chickens) par Howard Waldrop
  - Prix Nebula de la meilleure nouvelle courte : La Grotte des cerfs qui dansent (Grotto of the Dancing Bear) par Clifford D. Simak
- Prix Pulitzer :
  - Catégorie « Fiction » : Norman Mailer pour The Executioner's Song (Le Chant du bourreau)
  - Catégorie « Biographie et Autobiographie » : Edmund Morris pour The Rise of Theodore Roosevelt
  - Catégorie « Essai » : Douglas Hofstadter pour Gödel, Escher, Bach: An Eternal Golden Braid (Gödel, Escher, Bach : Les Brins d'une Guirlande Éternelle)
  - Catégorie « Histoire » : Leo F. Litwack pour Been in the Storm So Long
  - Catégorie « Poésie » : Donald Justice pour Selected Poems
  - Catégorie « Théâtre » : Lanford Wilson pour Talley's Folly

## Finlande
- Prix Aleksis-Kivi : non décerné
- Prix Kalevi-Jäntti : non décerné
- Prix Eino-Leino : Elvi Sinervo
- Prix national de littérature : Tua Forsström pour Tallört, Eeva Tikka pour Hiljainen kesä, Sirkka Turkka pour Mies, joka rakasti vaimoaan liikaa
- Prix littéraire de la ville de Tampere : Eila Pennanen pour Se pieni ääni et Tuula Kallioniemi pour Hikivuoren hirmuloikka, Kidnapattu kissa
- Prix Tollander : Stig Jägerskiöld
- Prix Rudolf-Koivu : Outi Markkanen pour Jos olet yksin ja salaa de  Hannele Huovi
- Prix Topelius : Irmelin Sandman Lilius
- Prix Mikael-Agricola : Sinikka Kallio
- Médaille Anni-Swan : non décerné
- Prix d'écriture Juhana-Heikki-Erkko : Raimo Turunen
- Prix Juhana-Heikki-Erkko : Hannu Kankaanpää pour Sukupolvi
- Médaille Kiitos kirjasta : Eeva Tikka pour Hiljainen kesä
- Prix Arvid-Lydecken : Leena Erkkilä pour Satakieli, Marian lintu
- Prix Kaarle : Eeva Tikka
- Prix Pehr-Evind-Svinhufvud : Erkki Palolampi
- Prix du grand club du livre finlandais : non décerné
- Prix Pirkanmaan-Plättä : Anu Jaantila pour Jenkkivuosi
- Prix Väinö Linna : non décerné

## France
- Prix Goncourt : Le Jardin d'acclimatation d'Yves Navarre publié chez Flammarion.
- Prix Renaudot : Les Portes de Gubbio de Danièle Sallenave publié chez P.O.L
- Prix Femina : Joue-nous España de Jocelyne François publié au Mercure de France
- Prix Médicis : Cabinet-portrait de Jean-Luc Benoziglio publié au Seuil après que Jean Lahougue eut décliné le prix initial reçu pour Comptine des Height
- Prix Interallié : Toutes les chances plus une de Christine Arnothy publié chez Grasset
- Grand prix du roman de l'Académie française : Fort Saganne de Louis Gardel
- Prix des libraires : Des grives aux loups de Claude Michelet
- Prix France Culture : Marrakch Medine de Claude Ollier
- Prix du Livre Inter : Le Testament d'un poète juif assassiné d'Elie Wiesel
- Prix des Deux Magots : Appel aux vivants de Roger Garaudy
- Prix du Quai des Orfèvres : Denis Lacombe pour Dans le creux de la main
- Prix mondial Cino-Del-Duca : Jorge Luis Borges pour l'ensemble de son œuvre

## Italie
- Prix Strega : Vittorio Gorresio, La vita ingenua (Rizzoli)
- Prix Bagutta : Giovanni Macchia, L'angelo della notte, (Rizzoli)
- Prix Campiello : Giovanni Arpino, Il fratello italiano
- Prix Napoli : Nerino Rossi, Melanzio, (Marsilio)
- Prix Stresa : Carlo Della Corte, Grida dal Palazzo d'Inverno, (Mondadori)
- Prix Viareggio : Stefano Terra, Le porte di ferro

## Monaco
- Prix Prince-Pierre-de-Monaco : Marcel Schneider[9]

## Royaume-Uni
- Prix Booker : William Golding pour Rites of Passage (Rites de passage)
- Prix James Tait Black :
  - Fiction : J. M. Coetzee pour Waiting for the Barbarians (En attendant les barbares)
  - Biographie : Robert B. Martin pour Alfred Tennyson: The Unquiet Heart
- Prix WH Smith : Thom Gunn pour Selected Poems 1950-1975[10]
- Prix John-Llewellyn-Rhys : Desmond Hogan pour The Diamonds at the Bottom of the Sea
- Médaille Carnegie : Peter Dickinson pour City of Gold and other stories from the Old Testament
- Prix Rose-Mary-Crawshay : Helen Gardner pour The Composition of the Four Quartets
- Prix Somerset-Maugham : Max Hastings pour Bomber Command, Christopher Reid pour Arcadia, Humphrey Carpenter pour The Inklings

## Suisse
- Grand prix C.F. Ramuz : Alice Rivaz[11]